# イーゴリ・ヤノフスキー
イーゴリ・セルゲーエヴィチ・ヤノフスキー（Игорь Сергеевич Яновский、1974年8月4日 - ）は、現ロシア・北オセチア共和国、ウラジカフカス出身の元サッカー選手。現役時代のポジションはMF/DF。

## 来歴

### クラブ
1971年、現ロシア北オセチア共和国の首都ウラジカフカスで生まれ、FCスパルタク・オルジョニキーゼ (現在のFCアラニア・ウラジカフカス) のユースに在籍した。叔父のアレクサンドル・ヤノフスキーはGKで過去にスパルタク・オルジョニキーゼに所属していた (1971-1975) 。1991年、FCアフトドール・ウラジカフカスにてキャリアを始めた。1993年、ユース時代を過ごしたスパルタク・ウラジカフカスに移籍した。スパルタク・ウラジカフカスでは移籍して直ぐにレギュラーに定着。1995年のロシア・プレミアリーグではクラブ創設初となるリーグ優勝を成し遂げた。1998年、フランスのパリ・サンジェルマンFCへ移籍した。その後、PFC CSKAモスクワ、FCアラニア・ウラジカフカスに移籍をし、2006年にフランスのLBシャトールーにて現役引退をした。

### 代表
1994年から1995年まではオリンピックロシア代表に招集され出場した。1996年5月29日、UAE代表との親善試合でロシア代表デビューを果たした。UEFA EURO '96ではイタリア戦やチェコ戦に出場した。2003年7月6日、スイス代表との試合がロシア代表での最後の試合であった。ロシア代表では32試合に出場の1得点を挙げた。

## 引退後
現役引退後は母国ロシアで弁護士の仕事をしていた。数年前に妻や子供と一緒にスペインに移り住み、現在も暮らしている。コーチとしてサッカーの場に戻るか？と質問にはノーと答えている。最も優秀な監督を問われた時にはヴァレリー・ガザエフを挙げた。

## 所属クラブ
- FCアフトドール・ウラジカフカス 1990-1992
- FCスパルタク・ウラジカフカス 1993–1998
- パリ・サンジェルマンFC 1998-2001
- PFC CSKAモスクワ 2001-2003
- FCアラニア・ウラジカフカス 2004
- LBシャトールー 2005-2006

## タイトル

### クラブ
- FCアラニア・ウラジカフカス
  - ロシア・プレミアリーグ：1 (1995)
- PFC CSKAモスクワ
  - ロシア・プレミアリーグ：1 (2003)
  - ロシア・カップ：1 (2001-02)

### 個人
- ロシアリーグ・ベストプレイヤー33: № 1 (1996, 1997); № 2 (1998); № 3 (1995, 2002)